# Simca 1100
Simca 1100 — субкомпактный легковой автомобиль, разработанный французской компанией Simca и продававшийся в Европе с 1967 по 1985 год. Вытеснен с конвейера моделью Talbot Horizon.

## История
Автомобиль Simca 1100 впервые был представлен в 1967 году на Парижском автосалоне. Модель отличалась дизайном передней части и кузовом хетчбэк.
Другими отличительными особенностями являются складные задние сиденья, дисковые тормоза, реечное рулевое управление и независимые подвески с торсионными балками. Двигатели сочетались в паре с механической, автоматической или же полуавтоматической трансмиссией. Конкурентом модели в Германии являлся Volkswagen Golf, а во Франции — Renault 16.
В конце 1977 года была представлена модель Talbot Horizon, параллельно с которой автомобиль Simca 1100 выпускался до 1985 года.

## Галерея

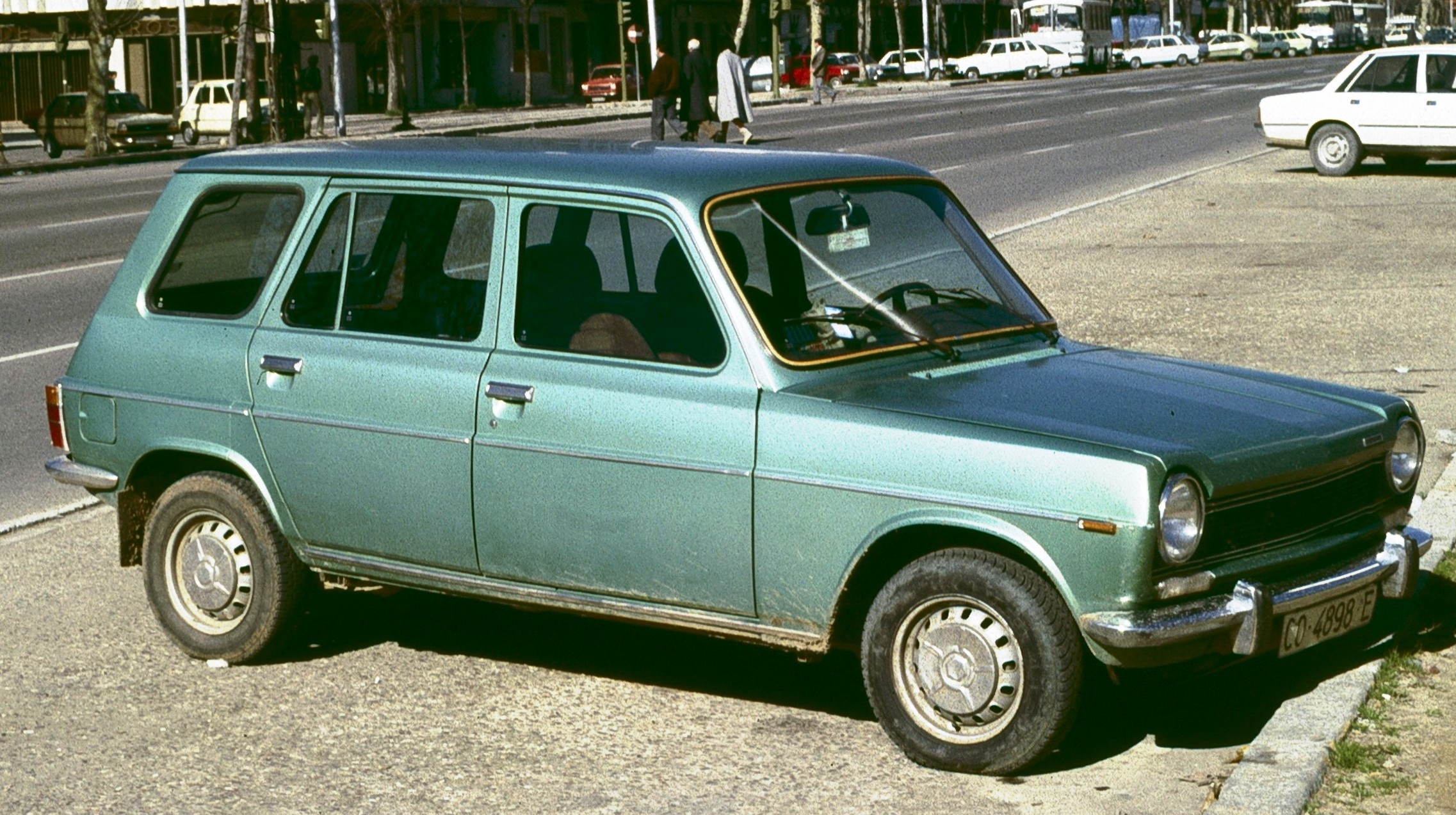
Simca 1200 GLS
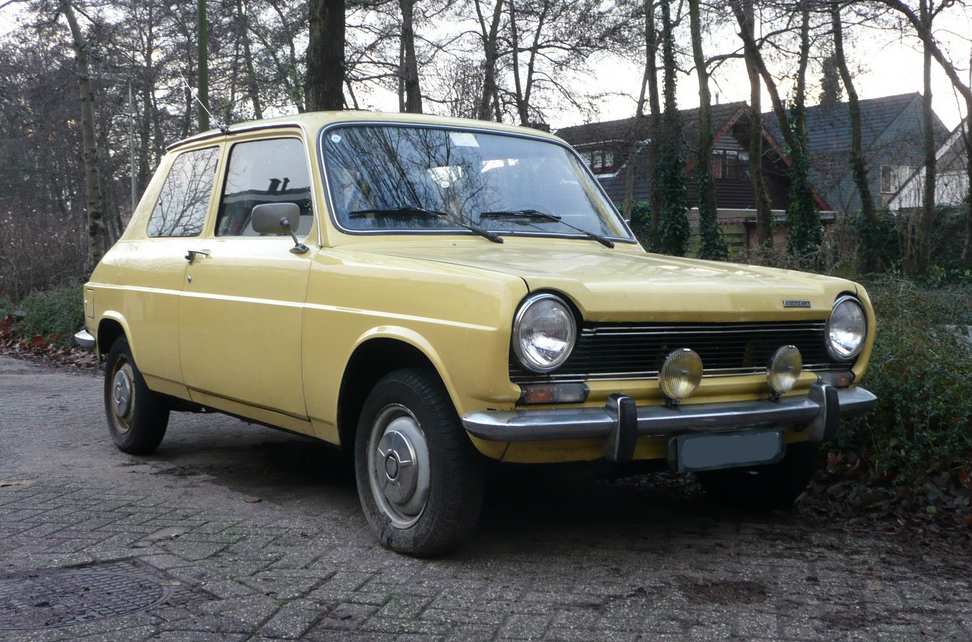
Simca 1100 LS
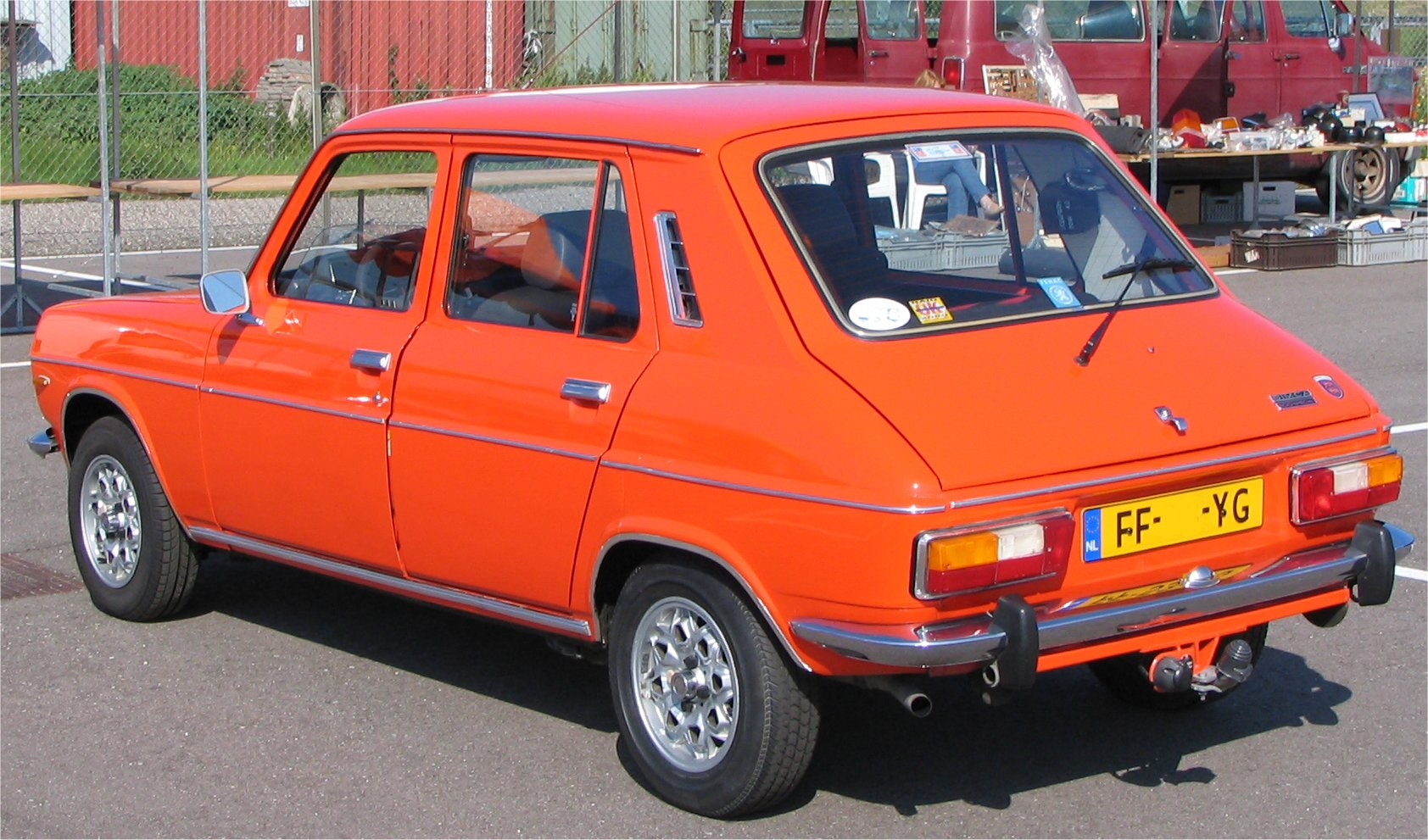
Simca 1100
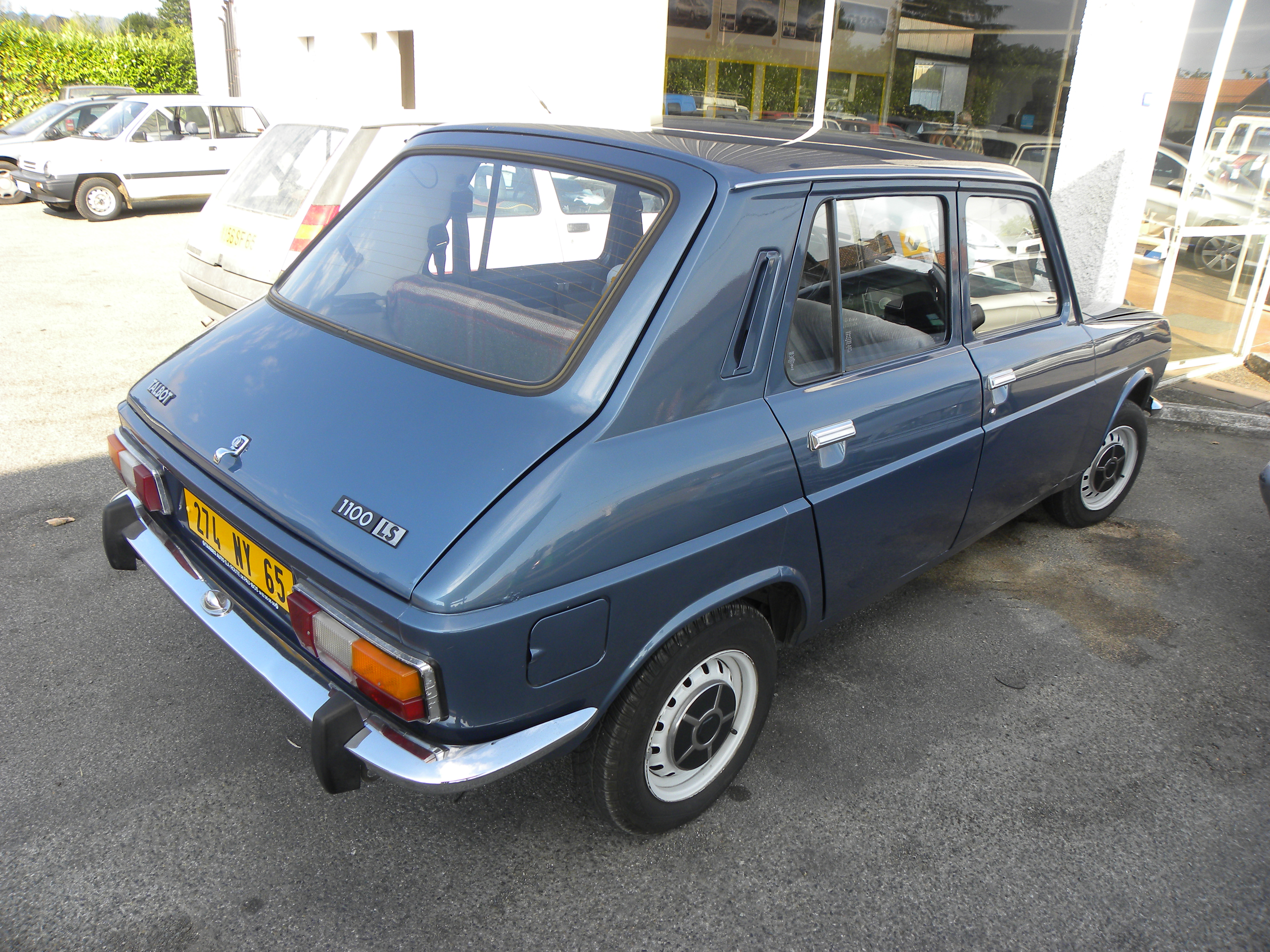
Talbot 1100 LS
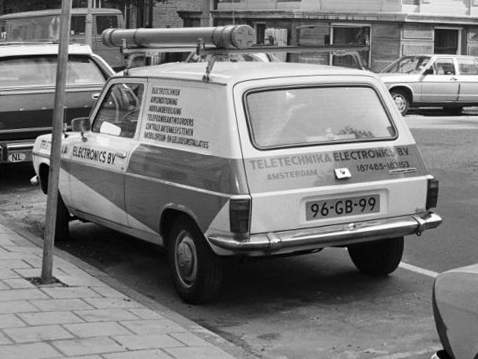
Simca 1100
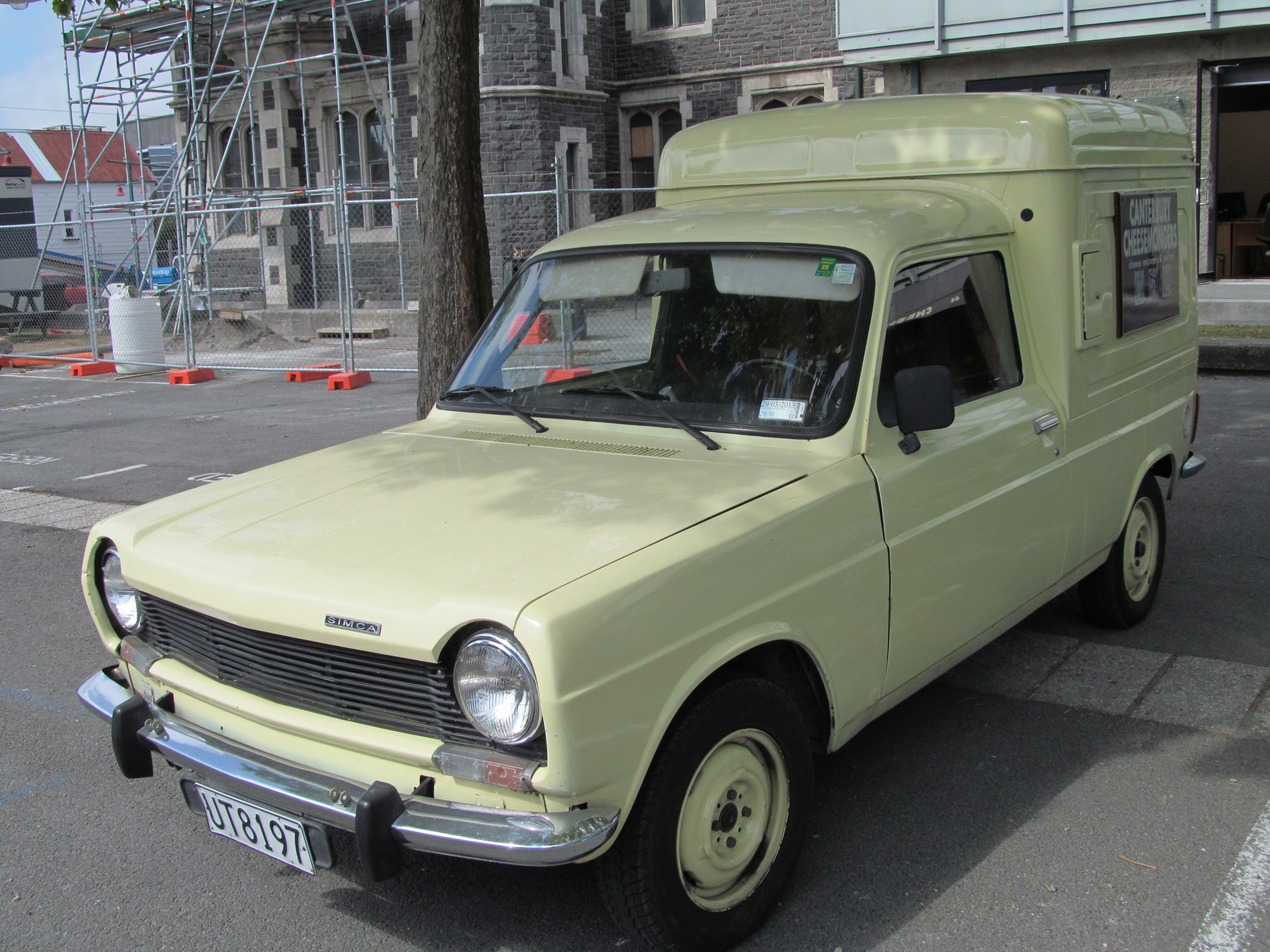
Simca 1100 VF2